# Inhibiteur de polymérisation
Un inhibiteur de polymérisation est un composé chimique utilisé pour empêcher la polymérisation spontanée du monomère auquel il est ajouté.
Les monomères insaturés tels que les acrylates, le chlorure de vinyle, le 1,3-butadiène et le styrène nécessitent l'emploi d'inhibiteurs à la fois pour leur traitement, leur transport et leur stockage en toute sécurité. De nombreux monomères sont purifiés industriellement par distillation, ce qui peut amorcer une polymérisation sous l'effet de la chaleur. Le styrène est ainsi distillé à plus de 100 °C, ce qui est susceptible de conduire à une polymérisation thermique à raison de 2 % par heure. Une telle polymérisation est indésirable pour le risque d'encrassement de la tour de fractionnement ; elle est de surcroît généralement exothermique et donc susceptible d'un emballement de la réaction, voire de conduire à une explosion si elle n'est pas maîtrisée. Dans la mesure où la polymérisation est généralement radicalaire, de nombreux inhibiteurs de polymérisation agissent en piègeant les radicaux libres.

## Retardateurs versus inhibiteurs
On parle souvent d’inhibiteur dans un sens général pour désigner tout composé utilisé pour prévenir une polymérisation indésirable, mais on distingue généralement les retardateurs des inhibiteurs « vrais ». Ces derniers ont une période d'induction (en) bien définie pendant laquelle aucune polymérisation notable n'a lieu : ils sont consommés pendant cette période et, une fois épuisés, la polymérisation se déroule normalement ; les retardateurs, quant à eux, ne présentent pas de période d'induction mais réduisent la vitesse de polymérisation de manière permanente tout en ne se dégradant eux-mêmes que lentement. Il a été proposé de définir la différence entre ces deux types de composés de manière quantitative en fonction des vitesses de réaction.

### Pour les procédés et traitements industriels
La polymérisation radicalaire des monomères insaturés est généralement propagée par les radicaux carbonés. Ceux-ci peuvent être efficacement éliminés en se combinant avec d'autres radicaux pour former des espèces neutres, et de nombreux inhibiteurs fonctionnent de cette manière. Dans l'exemple le plus simple, l'oxygène peut être utilisé tel quel car il existe naturellement dans son état triplet — c'est-à-dire qu'il s'agit d'un diradical. C'est ce qu'on appelle l’inhibition par l'air ; il s'agit d'une réaction contrôlée par la diffusion, avec des vitesses typiquement de l'ordre de 107 à 109 mol−1 s−1, les radicaux peroxy ROO• résultants étant moins réactifs vis-à-vis de la polymérisation. La stabilisation par l'air n'est cependant pas adaptée aux monomères avec lesquels l'oxygène peut former des peroxydes explosifs, comme le chlorure de vinyle. Les composés TEMPO et TEMPOL (en) sont également des piégeurs de radicaux extrêmement efficaces. Certains composés commercialisés comme inhibiteurs de polymérisation, tels que la p-phénylènediamine, la phénothiazine et les hydroxylamines comme la N,N-diéthylhydroxylamine (DEHA), réagiraient également par l'intermédiaire de radicaux aminoxyle (en). Cependant, tous les inhibiteurs ne sont pas des radicaux, les quinones et certains de leurs dérivés en étant des exemples importants.
Certaines hydroxylamines et p-phénylènediamines peuvent agir comme retardateurs. Pour le styrène, les nitrophénols tels que le dinitro-ortho-crésol et le dinitro-sec-butylphénol (Dinosèbe) ont longtemps été les plus importants, mais sont progressivement écartés en raison de leur forte toxicité.

### Pour le stockage
Les monomères purifiés stockés à température ambiante présentent moins de risque de polymérisation et, à ce titre, les inhibiteurs les plus réactifs sont rarement utilisés à ce stade. En général, on choisit des composés qui peuvent être facilement éliminés juste avant la polymérisation industrielle pour la production des plastiques. Les composés portant un groupe hydroxyle, éliminables par un lavage alcalin, sont préférés. Ce sont par exemple le 4-tert-butylcatéchol (en) (TBC), le 4-méthoxyphénol (MeHQ), l'hydroxytoluène butylé (BHT) et l'hydroquinone (HQ).